# Давыдов, Илья Рафаэлович
Илья Рафаэлович Давыдов (9 марта 1922 — 12 декабря 1991) — советский боксёр, трёхкратный бронзовый призёр чемпионатов СССР в полусреднем весе, Мастер спорта СССР (1944). Выпускник Ташкентского медицинского института 1947 года. Выступал за «Динамо» (Ташкент). Работал главным врачом в городе Алмалык (Ташкентская область). Похоронен в Ташкенте на Чигатайском кладбище.

## Спортивные результаты
- Чемпионат СССР по боксу 1944 года — ;
- Чемпионат СССР по боксу 1946 года — ;
- Чемпионат СССР по боксу 1947 года — ;

## Семья
Брат Рубен Давыдов — бронзовый призёр чемпионатов СССР по боксу, Заслуженный тренер Узбекской ССР, участник Великой Отечественной войны.